# Nandru, Hunedoara
Nandru este un sat în comuna Pestișu Mic din județul Hunedoara, Transilvania, România. Se află în partea de vest a județului, la poalele estice ale masivului Poiana Ruscă.

## Imagini

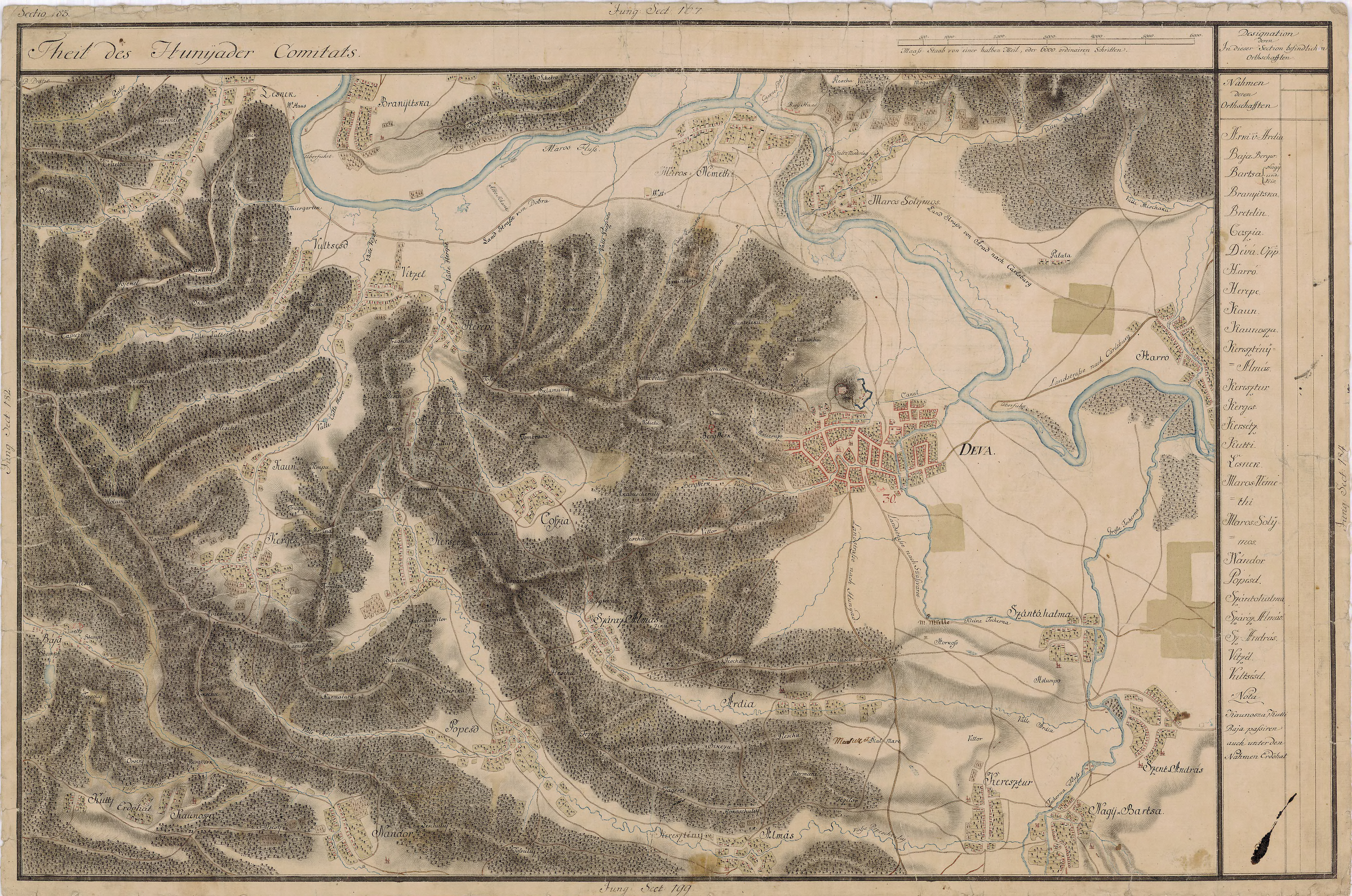
Nandru în Harta Iosefină a Transilvaniei, 1769-1773